# Нойффен
Нойффен (нім. Neuffen) — місто в Німеччині, знаходиться в землі Баден-Вюртемберг. Підпорядковується адміністративному округу Штутгарт. Входить до складу району Есслінген.
Площа — 17,45 км2. Населення становить 6247 ос. (станом на 31 грудня 2020).